# NGC 6827
NGC 6827 este o galaxie situată în constelația Vulpea. A fost descoperită în 16 octombrie 1878 de către Édouard Stephan⁠(d).